# Шолбрун
Шолбрун (њем. Schollbrunn) општина је у њемачкој савезној држави Баварска. Једно је од 40 општинских средишта округа Мајна-Шпесарт. Према процјени из 2010. у општини је живјело 947 становника. Посједује регионалну шифру (AGS) 9677182.

## Географски и демографски подаци
Шолбрун се налази у савезној држави Баварска у округу Мајна-Шпесарт. Општина се налази на надморској висини од 412 метара. Површина општине износи 12,4 km². У самом мјесту је, према процјени из 2010. године, живјело 947 становника. Просјечна густина становништва износи 76 становника/km².